# لحام النبض المغناطيسي

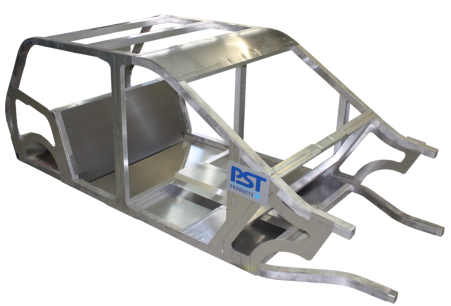
النبضة المغناطيسية الملحومة إطار الفضاء

اللحام بالنبض المغناطيسي ( MPW ) هو عملية لحام في الحالة الصلبة تستخدم قوى مغناطيسية للحام قطعتين من العمل معًا. تشبه آلية اللحام آلية اللحام بالانفجار .  بدأ اللحام بالنبض المغناطيسي في أوائل السبعينيات ، عندما بدأت صناعة السيارات في استخدام لحام الحالة الصلبة. أكبر ميزة باستخدام اللحام بالنبض المغناطيسي هي تجنب تشكيل الأطوار المعدنية الهشة. لذلك ، يمكن لحام المعادن غير المتشابهة ، والتي لا يمكن ربطها بشكل فعال عن طريق لحام الانصهار . باستخدام اللحام بالنبض المغناطيسي ، يمكن إجراء اللحامات عالية الجودة في معادن متشابهة وغير متشابهة خلال ميكروثانية دون الحاجة إلى حماية بالغازات أو مواد اللحام الاستهلاكية.

## المعالجة

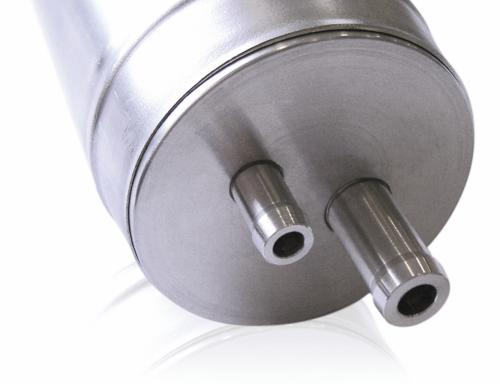
وعاء ضغط HVAC ملحوم بالنبض المغناطيسي

يعتمد اللحام بالنبض المغناطيسي على نبضة كهرومغناطيسية قصيرة جدًا (<100 ميكروثانية) ، والتي يتم الحصول عليها عن طريق التفريغ السريع لمكثفات من خلال مفاتيح الحث المنخفض في ملف. التيار النبضي يكون ذو السعة والتردد العاليين (500 كيلو أمبير و 15 كيلو هرتز) يشكلان مجالا مغناطيسيا عالي الكثافة ، مما ينتج عنه تيار دوامي في إحدى قطع العمل. تنشأ عند الاستخدام قوى لورينتز الطاردة وضغط مغناطيسي عالٍ يتجاوز بكثير قوة خضوع المادة yield strength مما يتسبب في التسارع وتأثر إحدى قطع العمل على الجزء الآخر بسرعة تصادم تصل إلى 500 م/ث (1,100 ميل/س) . 
أثناء اللحام بالنبض المغناطيسي ، يتم تطوير تشوه بلاستيكي عالٍ إلى جانب إجهاد القص shear strain العالي وتعطل الأكسيد بفضل النفث ودرجات الحرارة المرتفعة بالقرب من منطقة الاصطدام. هذا يؤدي إلى لحام الحالة الصلبة بسبب صقل البنية المجهرية ، وتكون خلايا الخلع ، والانحناءات المنزلقة في المادة الصلبة ، والتوائم الدقيقة ، وإعادة التبلور الموضعي. 

## المبادئ
من أجل الحصول على لحام قوي ، يجب الوصول إلى عدة شروط: 
- حالة النفث: يجب أن يكون التصادم دون سرعة الصوت مقارنة بسرعة الصوت للمادة المحلية لتوليد نفاثة.
- نظام الضغط العالي: يجب أن تكون سرعة التأثير كافية للحصول على نظام هيدروديناميكي ، وإلا فإن الأجزاء سوف تتجعد أو تتشكل فقط.
- عدم الانصهار أثناء الاصطدام: إذا كان الضغط مرتفعًا جدًا ، يمكن أن تذوب المواد محليًا وتتصلب مرة أخرى. هذا يمكن أن يسبب ضعف اللحام.

الفرق الرئيسي بين اللحام بالنبض المغناطيسي واللحام المتفجر هو أن زاوية الاصطدام والسرعة تكونان ثابتين تقريبًا أثناء عملية اللحام المتفجر ، بينما في اللحام بالنبض المغناطيسي يتغيران باستمرار.

## مزايا اللحام بالنبض المغناطيسي
- يسمح بلحام التصاميم التي تكون صعبة أو غير ممكنة مع العمليات الأخرى.
- النبض عالي السرعة يستمر من 10 إلى 100 µs ، القيد الوحيد للوقت هو التحميل والتفريغ ووقت شحن المكثف.
- تقليل وقت التعطل بسبب نقص الأجزاء المستهلكة (مثل الأقطاب الكهربائية) وعدم الحاجة إلى التنظيف.
- مناسبة للإنتاج الضخم: عادةً من 1-5 مليون لحام سنويًا.
- لحام المعادن المتباينة ممكن.
- لحام مع عدم وجود منطقة متأثرة بالحرارة .
- لا حاجة لمواد حشو.
- العملية خضراء: لا دخان ولا إشعاع ولا معدات استخراج عادم .
- يتم الحفاظ على نقاء السطح والجزء الأكبر.
- يمكن أن تنتج اللحامات بدون غاز واقي ، ويمكن استخدامها لإغلاق الأجزاء تحت التفريغ.
- القوة الميكانيكية للمفصل أقوى من تلك الموجودة في المادة الأم.
- يمكن الحصول على دقة عالية من خلال تعديل المجال المغناطيسي ، ويمكن تغيير معلمات اللحام إلكترونيًا.
- يمكن تحقيق تشويه صفري اعتمادًا على مواد الأجزاء والهندسة.
- الإجهاد المتبقي يقترب من الصفر .
- لا يحدث تآكل في منطقة اللحام.

## سلبيات
- من الصعب تطبيقه على اللحامات غير المستديرة تقريبًا.
- قد يلزم تغيير هندسة الأجزاء للسماح بعملية النبض المغناطيسي.
- إذا تعذر انزلاق الأجزاء داخل وخارج ملف النبض ، فيجب تصميم ملف متعدد الأجزاء أكثر تعقيدًا.
- قد يلزم إعادة تصميم ملف النبض إذا تم تغيير المواد أو الأبعاد.
- يمكن أن تتكسر المكونات الهشة بسبب الصدمة (لا يستبعد استخدام مواد مثل الزجاج ، ولكن يجب أخذها في الاعتبار).
- قد ينتج عنه تأثير كهرومغناطيسي على أي إلكترونيات موجودة داخل الجزء أو بالقرب منه.
- قد تفوق تكلفة الاستثمار الأولية السعر المنخفض لكل لحام للأجزاء ذات الحجم المنخفض.

## المحاكاة العددية للحام بالنبض المغناطيسي
تم إجراء العديد من الفحوص العددية للتنبؤ بسلوك اللحام بالنبض المغناطيسي وسلوك الجزء المتحرك لتحديد ظروف التصادم. بشكل عام ، تتحكم سرعة الجزء المتحرك قبل التأثير في الظواهر البينية. هذه هي المعلمة المميزة التي يجب أن تكون معروفة بناءً على العملية ومعلمات العملية القابلة للتعديل. على الرغم من أن القياسات التجريبية باستخدام طرق قياس السرعة بالليزر توفر تقييمًا دقيقًا لسرعة الجزء المتحرك flyer ، (أحد الأمثلة على هذا القياس هو قياس سرعة دوبلر الفوتوني (PDV) ) ، يقدم الحساب العددي وصفًا أفضل لسرعة النشر من حيث التوزيع المكاني والزماني. علاوة على ذلك ، فإن حساب متعدد فيزيائي لعملية اللحام بالنبض المغناطيسي يأخذ في الاعتبار التيار الكهربائي عن طريق الملف ويحسب السلوك المادي لمشكلة مقترنة كهرومغناطيسية ميكانيكية. في وقت ما ، تسمح هذه المحاكاة أيضًا بتضمين التأثير الحراري أثناء العملية.   تم وصف نموذج ثلاثي الأبعاد يستخدم لمحاكاة LS-DYNA أيضًا [بحاجة لمصدر] ، كما أنه يوفر بعض التفاصيل عن التفاعلات الفيزيائية للعملية ، والمعادلات الحاكمة ، وإجراء الحل ، وكلا من الشروط الأولية والحدود. يستخدم النموذج لإظهار قدرة الحساب ثلاثي الأبعاد للتنبؤ بسلوك العملية وخاصة حركيات النشر والتشوه العياني. 

## اقرأ أيضا
- لحام
- صناعة السيارات

## روابط خارجية
- تقنية النبض الكهرومغناطيسي (EMPT): التشكيل واللحام والعق والقطع بواسطة R. Schäfer و PA Pasquale و SW Kallee
- نمذجة التأثيرات ثلاثية الأبعاد لعملية اللحام بالنبض المغناطيسي ومقارنتها بالبيانات التجريبية بواسطة J.-P. Cuq-Lelandais * ، G. Avrillaud ، S. Ferreira ، G. Mazars ، A. Nottebaert ، G. Teilla ، V. Shribman
- تطبيقات السيارات لتقنية النبض الكهرومغناطيسي (EMPT) بواسطة SW Kallee و R. Schäfer و PA Pasquale.
- إصدار خاص بعنوان "تقنيات التصنيع القائمة على الاندفاع" بقلم فيرينا سايك وآخرون ، ج. مانوف. ماطر. معالجة. 2021 ، 5 (3) ، 96 ، ISSN 2504-4494.